# АК-47 (группа)
«АК-47» — российская рэп-группа из города Берёзовского Свердловской области, основанная в 2004 году. Названа в честь автомата Калашникова. Коллектив состоит из двух человек, известных под сценическими псевдонимами Витя АК (Виталий Викторович Гостюхин) и Макси АК (Максим Сергеевич Брылин).

## История коллектива
Дебютный альбом «АК-47», получивший название Berezovskiy, был выпущен в 2009 году, а в 2010 за ним последовал альбом «МегаPolice». Затем Максим пропадает из поля зрения, а Виталий с 2010 по 2012 год выпускал по альбому, сперва два совместных альбома с Beatmaker Tip — «Два в одном» и «2В12», а после — альбом «Жирный». Новые работы не выходили до 2015 года, именно тогда слушатели смогли услышать новый релиз группы с названием «Третий», а уже через год, в 2016, исполнители представляют совместный альбом с уральской группой «Триагрутрика» — «ТГК/АК-47». Несмотря на презентации альбома и проходящие концерты, в ноябре 2016 становится известно, что исполнители перестают быть участниками лейбла Gazgolder, так как срок их контракта закончился, однако Баста заявил, что сотрудничество будет продолжаться, но группа все административные и организаторские обязательства берёт на себя.

## Критика
В 2011 году Евгений Ройзман, основатель и председатель попечительского совета фонда «Город без наркотиков», направил письмо в Управление Федеральной службы РФ по контролю за оборотом наркотиков по Свердловской области с просьбой о запрете деятельности группы «АК-47» по причине рекламирования курения марихуаны и откровенной пропаганды наркоманского образа жизни и употребления наркотиков. Однако никакой реакции не последовало. 23 сентября того же года было направлено повторное обращение с теми же требованиями. После опубликования писем Фонда в газете «Золотая горка» в городе Берёзовском был изготовлен плакат в пятиэтажный дом с изображением группы.

Не назвавшийся представитель группы «АК-47» ответил, что группа пропагандирует не наркотики, а хип-хоп-культуру:
…таким лицам не нужно беспокоить творческих людей. Нас называют говнокурами и обвиняют в том, что мы пропагандисты наркотиков — мы таковыми не являемся. Но это всё отвлекает нас от творчества. То, как ребята выглядят на сцене — это их сценический имидж. Говорить, что наше творчество пропагандирует наркотики — это всё равно, что говорить, будто фильм Никиты Михалкова „Жмурки“ пропагандирует убийства.

## Дискография

### Студийные альбомы
Альбомы коллектива
- 2009 — Berezovskiy
- 2010 — «МегаPolice»
- 2015 — «Третий»
- 2016 — «ТГК/АК-47»
- 2017 — «Новый»
- 2022 — «АКТГК» (совместно с  «Триагрутрикой»)

Альбомы Вити АК
- 2010 — «Два в одном» (совместно с Tip)
- 2011 — «2В12» (совместно с Tip)
- 2012 — «Жирный»
- 2020 — «Старая школа»
- 2022 — «Лакшери аденграунд»

### Синглы
- 2009 — «Размер не важен» (при уч. QП)
- 2010 — «Тем, кто с нами» (при уч. Guf, Ноггано)
- 2011 — «Холода — не беда» (при уч. Guf, Смоки Мо)
- 2013 — «Зелёный театр» (при уч. Баста, Смоки Мо, Словетский, «Триагрутрика», Тати & QП)
- 2014 — «Russian Paradise» (при уч. Ноггано)

Синглы Вити АК
- 2008 — «Давай делай шире круг» (при уч. Ноггано, Guf, 5 Плюх)
- 2017 — «Как ты танцевала»
- 2017 — «Шлюха в шубе (Diss Big Russian Huesos)»[6]
- 2018 — «Отвези меня домой»
- 2019 — «По счетам» (при уч. ВесЪ & Крёстная Семья)
- 2020 — «С. Мухин» (при уч. QП)
- 2021 — «Весна» (при уч. Tip)
- 2021 — «Terminal» (при уч. Instasamka)
- 2022  — «Твой босс (DJ Scoop Scratch)»
- 2023  — «Гаджетозависимость» (при уч. Зибы)
- 2023 — «На 2 Их» (при уч. V $ XV PRiNCE)
- 2023 — «Весна весна» (при уч. Jahmal TGK & VibeTGK)
- 2023 — «Ауф Man» (при уч. Мафика и Lady Bro)
- 2023 — «Подводная лодка» (при уч. V $ XV PRiNCE)
- 2023 — «Пхукетская» (при уч. Фаста Альберто, Brick Bazuka)

Участие на релизах у других исполнителей
- 2018 — «Отпусти» (при уч. Дмитрий Маликов)
- 2018 — «На Доме-2(ЛОVА ЛОVА)» (при уч. Ольга Бузова)
- 2018 — «Два Мастера Речитатива» (при уч. Багз)
- 2020 — «Hanana» (при уч. Смоки Мо)
- 2020 — «Тупорылым мс», «Веселая» (при уч. Майк)
- 2021 — «Руки на стол» (при уч. Нурминский)
- 2022 — «Александр» (при уч. гр. Триагрутрика & VibeTGK и Jahmal TGK)
- 2022 — «Кидалбаб» (при уч. Zapravka)

### Участие
- 2007 — Ural Style — «Перепись Хип-Хоп-населения 2» (сборник) («Алё, это Пакистан?»)
- 2009 — the-nepodarki — «Хип Гоп, Ёбана #4» (сборник) («Пацаны, ничо не продаёте?»)
- 2009 — Птаха — Ни о чём («Луна» при уч. Slim, Стриж)
- 2009 — КРП — «Мой магнитофон» («В тепле 2 яйца» (Bonus))
- 2012 — «Триагрутрика» — Demo In Da Moscow III. Knigga Rifm («Хапну Рап»)
- 2012 — Витя АК — «Жирный» («Читали нажимав на запись», «Давно не открывал», «Всё что в жизни есть у меня» при уч. Ноггано, «Еду в Ленинград», «Напевали наши слова», «Круто верить в чудеса» при уч. Баста, «Убирай от интернета», «Вместе за одним столом» при уч. «Рыночные Отношения», «Хапну рап» при уч. «Триагрутрика»)
- 2013 — Гига — «Соматика» («На расслабоне» при уч. Sokolovsky)
- 2013 — Баста — «Баста+» (сборник) («Круто верить в чудеса»)
- 2015 — Gazgolder — «Gazgolder. К тебе» (сборник) («Я не вернусь»)
- 2015 — Студия СОЮЗ — «Союз 56» (сборник) («Большая дама»)

Витя АК
- 2005 — «Непавшие» — «Черно-Белая Жизнь» («О том, что мне дороже всего», «Много лишних слов»)
- 2008 — «Восточный округ» — «С Диска C:\» («Купил антенну»)
- 2008 — «ОД Белый РЭП» — «В Мозг» («Школа»)
- 2009 — «Чёрная экономика» — «Незнамо чё» («Палево» при уч. Ост & Румяный)
- 2009 — «Чёрная экономика» & «Рыночные Отношения» — «ЧЭ РО, Vol. 1» («Ретроосень» при уч. Брази, ОСТ, Магу & Гуляй Рванина)
- 2009 — КРП — «Мой магнитофон» («Размер не важен» (Bonus))
- 2009 — рЕпер Сява — «Бодрячком» («Не блатуй» (Bonus))
- 2009 — «Megaлайнер Рекордз» — «Блатнячковый Рэп» (сборник) («Не блатуй» при уч. рЕпер Сява)
- 2010 — 9 грамм — «Настоящий рэп» («Такого рода рэп» при уч. Sdf & Mic Dogg, «Разве ты не слышал» при уч. Bugz, «Жёлтая бандана» при уч. Айк, Mic Dogg, Fila & Bugz)
- 2011 — «Триагрутрика» — «Т.Г.К.липсис» («Чемодан Лавэ»)
- 2012 — «Триагрутрика» — Demo In Da Moscow III. Knigga Rifm («Акуна Матата» при уч. Айк)
- 2012 — «Рыночные Отношения» — 2012 («Песня о песни»)
- 2013 — Jahmal — «Тяжеловес» («Чё попало шоу»)
- 2013 — Лёша Маэстро — «В сеть» («Иди работай»)
- 2013— Аля Кумар — «Труф» («4МС»)
- 2015 — Gazgolder — «Gazgolder. К тебе» (сборник) («Я и ты»)
- 2015 — Студия СОЮЗ — «СОЮЗ + Hip-Hop» (сборник) (Триагрутрика — «Чемодан Лавэ»)
- 2015 — «Восточный округ» — «170 килограмм» («Чё к чему» при уч. Лёша Маэстро, «Закачались головы»)
- 2016 — VibeTGK — EP2016 (мини-альбом) («777»)
- 2016 — Jahmal — «Артём расправил плечи» («Идём правильным путём»)
- 2020 — Моргенштерн — «Легендарная пыль» («Ратататата»)
- 2021 — «Ямыч Восточный округ» — «Хамелеон» («Немного перебрал»)
- 2021 — «Старый кадиллак» — «Статус Кво» («Там будет видно»)
- 2021 — Кравц — «Dushevhij» («До бабла»)
- 2021 — Goody — «33 карата» («Папе снова 18»)
- 2022 — Сява — «Es Fuego» («Та Ка Та Ка»)

Максим АК
- 2013 — «Рыночные Отношения» — 2013 («95ый» при уч. Брази, Ост, Руми, Шахма)
- 2021 — «Gipsy King» — «Secret Track»

## Видеография
| - 2007 — «Поцелуй мой…» - 2008 — «У щет!» - 2009 — «Спорт» (при уч. Пума и Коля Найк) - 2009 — «Вставляет нереально» (при уч. Ноггано) - 2010 — «Мегаpolice» - 2010 — «Тем, кто с нами» (при уч. Guf и Ноггано) - 2011 — «Невозможное возможно» (при уч. Айк Дым) - 2011 — «Чемодан лавэ» (при уч. «Триагрутрика») - 2011 — «Оля Лукина» - 2011 — «Доминикана» - 2012 — «Еду в Ленинград» - 2012 — «Убирай от Интернета» - 2013 — «Зеленый Театр» (при уч. Баста, Смоки Мо, Словетский, Тати, «ТГК», QП) - 2014 — «Доминикана» - 2015 — «Большая дама» (при уч. «Тати») - 2015 — «Алё, это Пакистан?» - 2015 — «Домашняя работа» (при уч. Школьник и Бау & DJ Mixoid) - 2016 — «Russian Paradise» (при уч. Ноггано) | - 2017 — рекламный клип «А как поднять бабла» по заказу Azino777. Сольные видеоклипы Вити АК - 2008 — «Кругом тонирован» - 2009 — «Не блатуй!» (при уч. Сява) - 2009 — «Вставляет нереально» (при уч. Ноггано) - 2009 — «Размер не важен» (при уч. Купэ) - 2009 — «Луна» (при уч. «CENTR» (Птаха, Slim) и Стриж) - 2010 — «CUBA» (производство: Da Ban Studio) - 2010 — «Акуна Матата» (при уч. «Триагрутрика» и Айк Дым) (производство: Я-Production) - 2011 — «Цветы Гербария» (при уч. Сява) - 2011 — «Я и Ты» - 2012 — «Отвези меня домой» - 2017 — «Как ты танцевала» - 2017 — «На зиму корма (Советы, как правильно кормить птиц зимой)» при уч. («Музыкальная студия Александра Гудкова») - 2018 — «Детка, ты кипяток» - 2018 — «На Доме-2» (совместно с Ольгой Бузовой) - 2020 — «Ратататата» (совместно с Моргенштерном) - 2021 — «Кайфовать» (совместно с Ёжиком) - 2021 — «Аирмаксы» (совместно с Соло Моновой) - 2021 — «Перебрал» (совместно с Ямычем) - 2022 — «По проводам» (совместно с Крип-А-Крип) - 2022 — «Та Ка Та Ка» (совместно с Сявой) - 2023 — «Гаджетозависимость» (совместно с Зибой) - 2023 — «На 2 Их» (совместно с V $ X V PRiNCE) - 2023 — «Весна весна» (совместно с Jahmal TGK и VibeTGK) - 2023 — «Ауф Man» (совместно с Мафиком и Lady Bro) |  |

## Фильмография
- В 2019 году Витя АК снялся в короткометражном фильме Петра Фёдорова «Last Quest» о наркозависимом офисном работнике[8].

## Награды
- 2010 — Russia Street Awards — победитель в номинации «Хип-хоп-открытие года»[9].